# Lobera de Onsella
Lobera de Onsella – gmina w Hiszpanii, w prowincji Saragossa, w Aragonii, o powierzchni 32,18 km². W 2011 roku gmina liczyła 45 mieszkańców.